# Kistehén Tánczenekar
 (mars 2017).
 (février 2017).
Kistehén  est un groupe hongrois de musique alternative, actif entre 2002 et 2022.

## Histoire
Le groupe se forme en 2002 en tant qu'interprète de la chanson qui était au départ une publicité pour le Sziget Festival, commençant par « C'est moiii la petite vaaaache, assise en haut d'un aaaarbre » (kis tehén en hongrois = « petite vache »). Ensuite en avril 2004, László Kollár-Klemencz et son groupe ont pris le nom de Zene a nyulaknak, puis de Kistehén Tánczenekar, et gardent finalement le nom Kistehén.
Au fil des années plusieurs albums du groupe paraissent, sur lesquels les titres les plus connus sont Zene a nyulaknak, Szájbergyerek qui atteint la 3e place au hit-parade en 2005, Szerelmes vagyok minden nőbe, Virágok a réten, Jó csávó a Markó.

## Style musical
Leur style musical est quelque peu alternatif et mélange musique traditionnelle de noces (lakodalmas), reggae, musique tzigane, musique latino, schrammelmusik et ska, sur des textes absurdes.

## Membres

### Derniers membres
- László Kollár-Klemencz - voix, guitare
- András Weil - clavier
- János Bujdosó - guitare
- Árpád Vajdovich - basse
- Máté Jancsovics - batterie

### Anciens membres notables
- Péter Dorogi - guitare, voix
- Károly Lehoczki - batterie
- János Nádasdi - beatbox, darbouka, voix
- Sándor Kiss - basse
- Mihály Farkas - accordéon

## Discographie
- 2002 : Zene a nyulaknak
- 2004 : Csintalan
- 2005 : Szájbergyerek (remix single)
- 2006 : Szerelmes vagyok minden nőbe
- 2006 : Virágok a réten - single (remix Romano Drom)
- 2008 : Ember a fán
- 2010 : Picsába az űrhajókkal
- 2012 : Elviszlek magammal
- 2014 : Szomjas nők

## Distinctions
- Transilvanian Music Awards : groupe alternatif de l'année (2013)[réf. nécessaire].

### Sources
- (hu) Bence Inkei et András Rónai, « Színe van meg anyaga - a Kistehén és az Intim Torna Illegál új lemezei » [« De la couleur et de la matière - nouveaux albums de Kistehén et de Intim Torna Illegál »], sur Origo, 13 décembre 2012.
- (hu) BI, « "Olyan izé vagy" - Megszólal az X-Faktorból letiltott Kistehén vezetője » [« Olyan izé vagy - le dirigeant de Kistehén interdit du X-Factor prend la parole »], HVG,‎ 18 novembre 2013 (lire en ligne).
- (hu) « Kistehén Tánczenekar (Little Cow) », sur zene.hu, 2010.